# Wereldziel
Wereldziel  (Grieks: ψυχή κόσμου, Latijn: Anima mundi) is de etherische geest waarvan volgens sommige antieke filosofen alles in de wereld doordrongen zou zijn. De anima mundi zou alle dingen van welke materie ook bezielen, net zoals verondersteld werd dat de ziel een mens 'animeerde'.
Als gevolg daarvan werd - bijvoorbeeld in de Timaeus en de Wetten' van Plato - de wereld beschouwd als een levend wezen, begiftigd met een ziel en intelligentie, als één enkele zichtbare levende entiteit die alle andere levende entiteiten bevatte. Hierdoor was ook alles wat leefde met elkaar verbonden.
Het idee van de wereldziel, dat oorspronkelijk op Plato terug te voeren is, kan men enigszins gewijzigd terugvinden in het stoïsche pneuma, een vitale kracht die het hele universum doordringt, en verder ook in de oosterse filosofie, bijvoorbeeld in het concept van Brahman-Atman en Mahat (maha-buddhi, de grote ziel) in het hindoeïsme.
De islamitische wijsgeer Al-Farabi introduceerde in de 10e eeuw de logica van Aristoteles in de islamitische wereld, maar was ook sterk door het neoplatonisme beïnvloed. Hij beschrijft het proces van 'emanatie' vanuit hogere naar lagere sferen, waarbij vanuit het Ene de Godheid, Intelligentie en de Wereldziel voortkwamen en vanuit de Ideeën ervan de kosmos werd gevormd.
De 12e-eeuwse platonist Bernard van Chartres, hoofd van de naar hem genoemde 'School van Chartres'), stelde, net als Plato in de Timaeus, dat materie zich oorspronkelijk (als materia prima) in een chaotische toestand bevond voordat er orde uit werd geschapen. Ook hij zag de Natuur als een organisme. Willem van Conches ging een stapje verder en identificeerde als christen de Wereldziel met de Heilige Geest.
Gelijkaardige opvattingen vinden we in de hermetiek en de filosofie, bijvoorbeeld bij Paracelsus, Benedictus de Spinoza, Gottfried Leibniz en later bij Friedrich von Schelling (1775-1854). Theoretici bij de Gaia-beweging zoals James Lovelock maakten sinds de jaren 1960 ook gebruik van dit idee. In de theosofie van Helena Blavatsky (1831-1891) is volgens De Geheime Leer de wereldziel of anima mundi gelijk aan mahat, de 'goddelijke intelligentie' ofwel Brahmâ en de zeven uit zijn denkvermogen geboren zonen (Asura's, Oorspronkelijken, Dhyani Chohans of Aartsengelen).